# 马尔切洛·里皮
馬爾切洛·里皮（義大利語：Marcello Lippi，1948年4月12日—），意大利足球教练。曾率队多次获得意甲联赛冠军，战术变化多端，善于调节球员情绪，加之有一头特色银发，故被称为「银狐」。从2004年起接替特拉帕托尼任意大利国家足球队主教练，率队获得2006年世界杯冠军，随后宣布辞职。2008年欧洲杯后重新入主意大利队，但在南非世界杯意大利队表现糟糕小组垫底出局。2012年5月接受中超球队广州恒大的邀请，担任球队主教练至2015年。里皮是足球历史上第一位先后赢取欧冠冠军和世界杯冠军，两项分别代表俱乐部和国家队最高荣誉和成就的主教练，也是唯一一位同时夺得欧冠和亚冠冠军的教练。2015年2月26日，里皮在球队取得2015年亚冠开门红后一天宣布辞去主教练以及技术总监职务。
自2016年10月22日起，中国足协正式聘請里皮担任中国国家男子足球队主教练，合同期為三年。2019年11月14日，2022世界杯亚洲区预选赛40强赛上，中国队1-2不敌叙利亚。赛后新闻发布会上主教练里皮表示，他将承担本场比赛输球的责任，并表示要辞去国家队主教练的职务。11月15日凌晨，中国足协发声明致歉，并表示接受里皮辞职。

## 教练生涯
里皮的球员生涯平淡无奇，从1982年开始担任青年队教练。随后几年都在低级别联赛任教。1989年开始在甲级联赛任教，执教。1991年因战绩不佳下课，随后在路查斯-利伯塔斯、和执教。1994年接替特拉帕托尼任尤文图斯主教练，接手第一个赛季即夺取已经九年未曾获得的联赛冠军。在尤文图斯的五年中，里皮率队夺得三个联赛冠军，一座意大利杯，两座意大利超级杯。并于1996年以点球淘汰获得1995-1996年度，同年获得洲际杯和欧洲超级杯。
1999年—2001年，里皮被莫拉蒂任命为国际米兰主教练，但终因成绩不佳而于第二个赛季仅打完一场比赛之后就被解雇。2001里皮重新回到尤文图斯队，三年间获得两次联赛冠军及两座意大利超级杯，并进入2002至03年冠军杯决赛，但是在点球大战中被AC米兰击败。2003-04年球季，尤文图斯在冠军杯中被拉科鲁尼亚淘汰，联赛也仅获得第三名，里皮随后辞职。6月接替特拉帕托尼任意大利国家队主教练。
虽然尤文图斯队的丑闻事件也涉及到了里皮，但这并没有影响到意大利队在该届杯赛中的高歌猛进。里皮率领意大利国家队在2006年世界杯小组赛中战胜加纳，战平美国，然后在关键一战中战胜执教的捷克而小组出线。随后他们连续战胜了澳大利亚、乌克兰和德国。决赛中，意大利队通过点球决战战胜法國隊。夺得世界杯后，里皮宣布辞职。
2008年夏季里皮宣佈重返國家隊執教，合同到期时间是2010年世界杯结束，但在南非世界杯中作为卫冕冠军的意大利队表现糟糕小组竟然以垫底出局，里皮也黯然离开国家队。
2012年5月17日，中国足球超级联赛球队广州恒大正式宣布里皮顶替李章洙，成为球队的新任主教练。他和球队签订一份为期两年半的合同。 有报道称其年薪高達一千萬歐元，僅次於时任西班牙勁旅皇家馬德里領隊，成為全球第二高薪的足球教練。5月20日，里皮在自己执教的第一场比赛取得开门红，率领广州恒大主场1比0击败联赛排名垫底的青岛中能。5月30日，广州恒大以1-0战胜东京FC，挺进亚冠8强，成为亚冠改制后第一支进入八强的中国俱乐部，这也是里皮本人在亚冠赛场取得的首胜，不过广州恒大在随后的亚冠四分之一决赛中被沙特老牌劲旅伊蒂哈德淘汰，止步八强。尽管如此，广州恒大仍在里皮的带领下取得该赛季的中超联赛冠军和足协杯冠军，成为双冠王。
2013年，广州恒大重整旗鼓，在联赛、亚冠和足协杯三线出击并取得不俗战绩，其中在亚冠半决赛以大比分击败日本球队柏雷素尔，成为2003年亚冠改制后首支晋身决赛的中国球队，在随后的亚冠决赛较量中，广州恒大两回合赛事均与FC首尔战平，但凭借客场进球优势夺得2013年亚冠联赛冠军，里皮也因此成为历史上首位同时获得欧洲和亚洲冠军杯的教练。此外，10月6日，里皮带领恒大在客场击败山东鲁能，提前四轮取得球队的连续第三个中超冠军，成就联赛三连冠。不过，广州恒大在足协杯决赛中不敌贵州茅台，未能完成亚洲第一个三冠王的伟业，而里皮在教练生涯中也从未取得过三冠王的荣誉。2014年2月28日下午，广州恒大足球俱乐部宣布与里皮教练团队正式续约三年，直至2017年11月30日。2014年11月2日，里皮在球队取得中超四连冠后宣布辞去主教练职务，转任球队技术顾问。 不过法比奥·卡纳瓦罗上任后，里皮在名义上依然保留主教练的头衔。2015年2月26日，广州恒大同意里皮以个人身体及家庭原因提前终止合同的要求。
2016年10月22日，里皮与中国足协签约，接替高洪波执教中国国家男子足球队。但此前中國隊在2018年世預賽亞洲區12強賽中前四轮对乌兹别克，叙利亚等失分太多，无法挽回出局宿命。
2019年1月24日，中国队于2019年阿联酋亚洲杯1/4决赛中不敌伊朗，无缘四强。在赛后的新闻发布会上，里皮不再与中国足协续约，宣布離任中国国家男子足球队主教练。之后转而担任中国国足顾问。
2019年5月，为备战2022年世界杯亚洲区预选赛预赛阶段比赛，里皮再次出任中国国家男子足球队主教练，并将于6月开始带队组织集训、参加比赛。11月14日，在2022世界杯亚洲区预选赛40强赛上，中国队1-2不敌叙利亚，中國球員踢得過度懦弱以致無法執行里皮的戰術，賽後里皮在失望与愤怒中辞去中国国家队主帅职位。里皮在赛后记者会上直言“我在中国挣非常非常多钱，但我不想抢钱，我宣布辞职”，随后不等翻译说完就直接离开。
2020年10月22日，里皮宣布自己正式结束自己的足球执教生涯。因此其2019年11月14日在阿联酋对阵叙利亚国家足球队的比赛，是其执教生涯的最后一场比赛。

## 杂记
- 里皮长得与美国演员保罗·纽曼相似，所以当他带领桑普多利亚青年队第一场就惨败时，有“大夫”之称的教練贝尔纳里尼（英语：Fulvio Bernardini）曾开玩笑说“里皮他长得太帅了，所以不可能成为好教练，只希望他能少输几场球就行了。”
- 在世界杯前的国家队新闻发布会上，里皮和记者开玩笑，说他如果不让路，就剃光他的头发。记者回应如果意大利夺冠就剃光头，里皮随即回答“如果那样，我也剃光头。”

## 自传

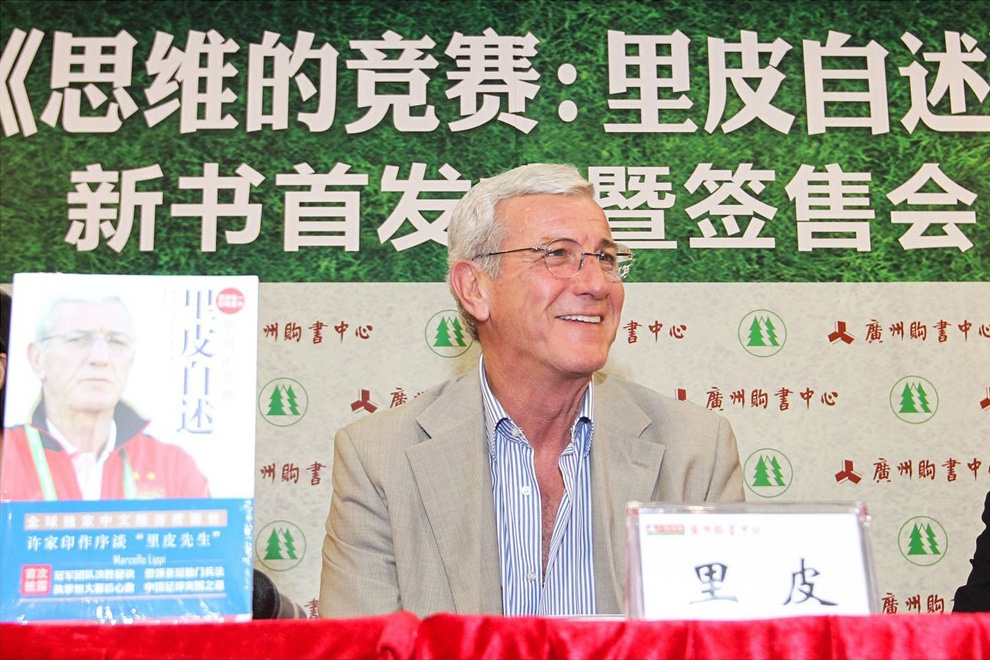
里皮于2014年5月22日在广州购书中心举行个人自传签售会

- 《思维的竞赛：里皮自述》（ISBN 9787544736473）。[9]

## 教練生涯数据统计
最後更新：2019年11月14日
| 国家   | 球队       | 從             | 至             | 统计 | 统计 | 统计 | 统计 | 统计  |
| 国家   | 球队       | 從             | 至             | 场次 | 胜   | 和   | 負   | 勝率% |
| ------ | ---------- | -------------- | -------------- | ---- | ---- | ---- | ---- | ----- |
| 義大利 | 彭特德拉   | 1985年7月      | 1986年6月      | 34   | 10   | 17   | 7    | 29.41 |
| 義大利 | 錫耶納     | 1986年7月      | 1987年6月      | 34   | 5    | 14   | 15   | 14.71 |
| 義大利 | 比士托爾斯 | 1987年7月      | 1988年6月      | 34   | 10   | 15   | 9    | 29.41 |
| 義大利 | 卡拉利斯   | 1988年7月      | 1989年6月      | 34   | 10   | 16   | 8    | 29.41 |
| 義大利 | 切塞納     | 1989年7月      | 1991年6月      | 72   | 13   | 25   | 34   | 18.06 |
| 義大利 | 路查斯     | 1991年7月      | 1992年6月      | 42   | 9    | 22   | 11   | 21.43 |
| 義大利 | 阿特蘭大   | 1992年7月      | 1993年6月      | 36   | 14   | 9    | 13   | 38.89 |
| 義大利 | 拿玻里     | 1993年7月      | 1994年6月      | 36   | 12   | 13   | 11   | 33.33 |
| 義大利 | 祖雲達斯   | 1994年7月      | 1999年2月8日   | 244  | 137  | 65   | 42   | 56.15 |
| 義大利 | 國際米蘭主教练   | 1999年7月      | 2000年10月2日  | 50   | 25   | 11   | 14   | 50.00 |
| 義大利 | 尤文图斯   | 2001年7月      | 2004年6月      | 161  | 90   | 39   | 32   | 55.90 |
| 義大利 | 意大利     | 2004年7月16日  | 2006年7月12日  | 29   | 17   | 10   | 2    | 58.62 |
| 義大利 | 意大利     | 2008年6月26日  | 2010年6月25日  | 26   | 11   | 10   | 5    | 42.31 |
| 中国   | 廣州恆大   | 2012年5月17日  | 2014年11月2日  | 126  | 82   | 23   | 21   | 65.08 |
| 中国   | 中国       | 2016年10月22日 | 2019年1月25日  | 30   | 10   | 9    | 11   | 33.33 |
| 中国   | 中国       | 2019年5月24日  | 2019年11月14日 | 7    | 5    | 1    | 1    | 71.43 |
| 总计   | 总计       | 总计           | 总计           | 995  | 460  | 299  | 236  | 46.23 |

## 荣誉
| 球會     | 賽事                 | 獲獎年份                                              |
| -------- | -------------------- | ----------------------------------------------------- |
| 尤文图斯 | 冠軍                 | 1994/95年，1996/97年，1997/98年，2001/02年，2002/03年 |
| 尤文图斯 | 意大利盃冠軍         | 1994/95年                                             |
| 尤文图斯 | 意大利超級盃冠軍     | 1995年，1997年，2002年，2003年                        |
| 尤文图斯 | 冠軍                 | 1995/96年                                             |
| 尤文图斯 | 歐洲超級盃冠軍       | 1996年                                                |
| 尤文图斯 | 洲際盃冠軍           | 1996年                                                |
| 意大利   | 世界盃冠軍           | 2006年                                                |
| 廣州恆大 | 中國足球超級聯賽冠軍 | 2012年，2013年，2014年                                |
| 廣州恆大 | 中国足協盃冠軍       | 2012年                                                |
| 廣州恆大 | 亚足联冠军联赛冠軍教练   | 2013年                                                |